# NTT Data
NTT DATA Corporation (株式会社エヌ・ティ・ティ・データ Kabushiki-kaisha Enu-tī-tī Dēta?) es una compañía japonesa de comunicaciones especializada en la integración de sistemas. Es filial de Nippon Telegraph and Telephone (NTT), una de las empresas más importantes de Japón.  La Nippon Telegraph and Telephone Public Corporation, predecesora de NTT, inició el negocio de comunicaciones de datos en 1967. Tras la privatización de NTT en 1985, su división de comunicaciones de datos hizo lo mismo en 1988, hasta convertirse en la empresa más importante de gestión de servicios tecnológicos con sede en Japón.
NTT Data es una compañía cotizada, pero aproximadamente un 54% del capital pertenece a NTT. Sus nichos de negocio son gobiernos nacionales y locales, financieros y sectores de telecomunicaciones. Según el informe Forbes Global 2000, NTT Data es la 5.ª compañía mundial de gestión de servicios tecnológicos.

## Historia
NTT Data nació en 1967, a raíz de la creación del Departamento de Comunicaciones (DATA Communications Bureau) en la estatal Nippon Telegraph and Telephone Public Corporation (ahora NTT). En 1981, desarrollo la unidad central del ordenador DIPS 11 Modelo 45. En 1985, Nippon Telegraph and Telephone se privatizó. En 1988 NTT Data se escindió de su matriz NTT. En 1990, fue autorizada como System Integrator. En 1992, su sede se reubicó en Toyosu (Tokio). A año siguiente recibió el premio Deming de Aplicaciones 1993. En 1996 fue incluida en la primera Sección de la Bolsa de valores de Tokio y cambió su nombre a NTT Data.

## Cronología reciente
- 2001 Primera compañía japonesa en obtener la certificación BS7799, un estándar de seguridad de información internacional.
- 2007 Las ventas netas consolidadas superan la cantidad de ¥1 billón.
- 2008 NTT Data adquiere la compañía alemana Cirquent, Inc.
- 2009 NTT Data adquiere la australiana Extend Technologies Pty Ltd.[1]
- 2010 Compra de Keane Inc. y sus empleados llegan a 50 000.[2] También compra FirstApex, llegando al sector del seguro, o Intelligroup Inc., con sede en India, en el iLabs de Madhapur, Hyderabad. La adquisición superó los $1 230 millones de dólares.[3][4]
- 2011 Adquiere Value Team basado en Italia S.p.Un. Lanzado Global Un Equipos
- 2012 Adquiere Diseño y Asesoría de Tecnología con sede en Londres, RMA Consultoría, quiénes especializan en diseño de software y entrega a través de canales múltiples
- 2013 NTT Data compra Everis, con sede en Madrid, una compañía que proporciona una gama amplia de servicios en Europa y América. Incluye consultoría, integración de sistema y subcontratación. Su coste fue de, aproximadamente, 559 millones de euros.[5] Ese mismo año NTT Data adquiere Optimal Solutions Integration, un proveedor de servicios de SAP basado en Irving, Texas.
- 2015 Adquiere Carlisle & Gallagher, Inc., una firma de consultoría ubicada en Charlotte[cita requerida]. También adquiere iPay88, una empresa especializada en servicios de pago en línea y soluciones de pago con instituciones en Malasia.[6]

## Operaciones
Dentro de Japón, NTT Data ha establecido muchas empresas conjuntas, como NTT Data -Sanyo. En el exterior, NTT Data tiene filiales u oficinas en Reino Unido, China, Malasia, Tailandia, India, EE. UU., Australia, Singapur, Vietnam y otros países o regiones.

Después de que la adquisición de Keane Inc., NTT Data se convirtió en la 8.º compañía de software más grande del mundo, con ingresos anuales de $14 000 millones.

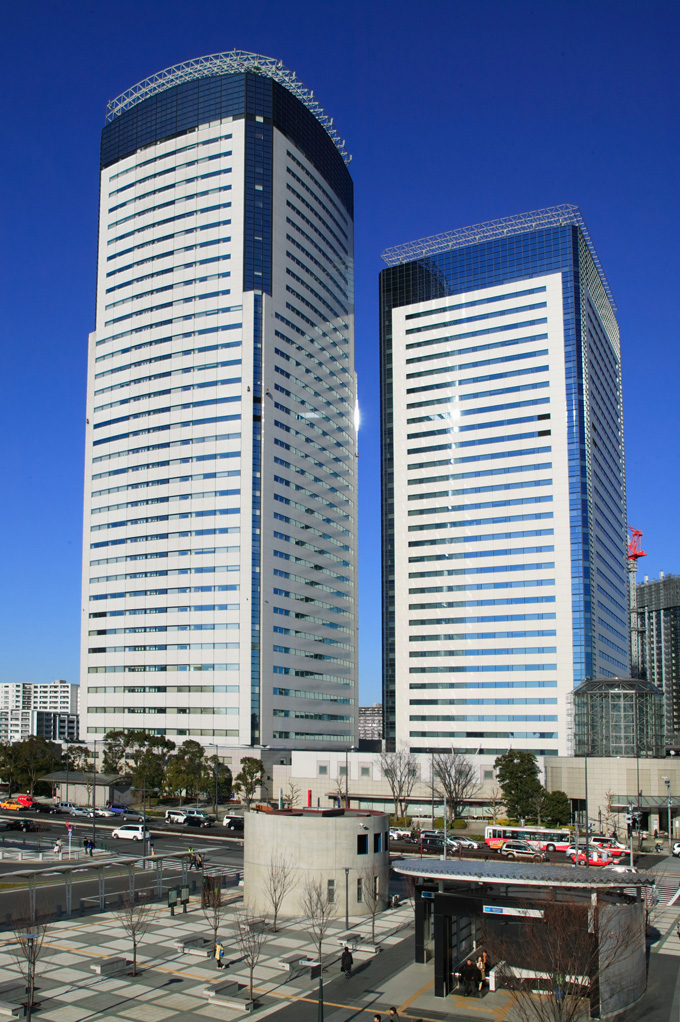
Sede de NTT Data en Toyosu Center Building y su anexo en Toyosu, Tokio.
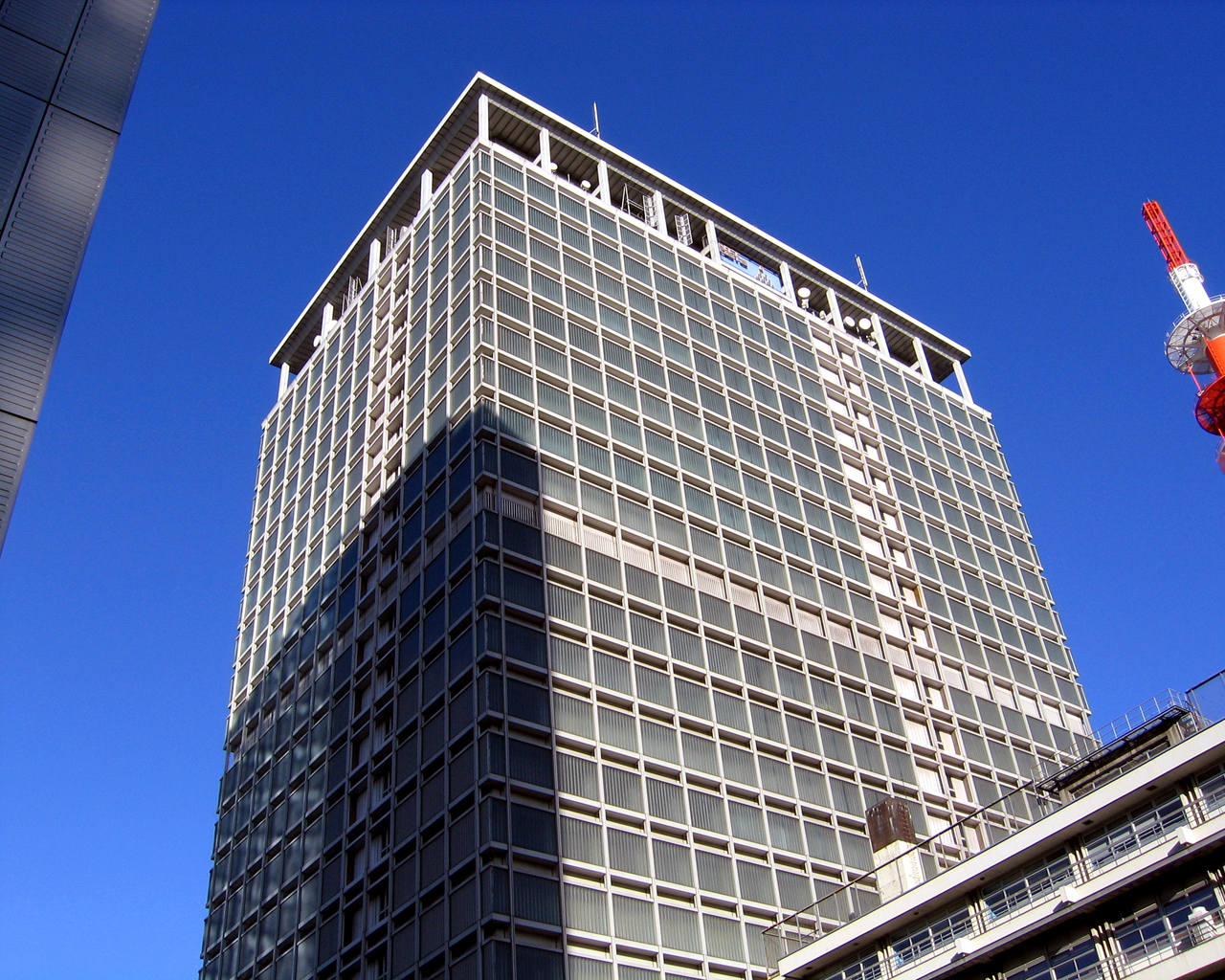
Oficina de NTT Data en el Dojima Building de Osaka